# العلاقات الجامايكية الفرنسية
العلاقات الجامايكية الفرنسية هي العلاقات الثنائية التي تجمع بين جامايكا وفرنسا.

## مقارنة بين البلدين
هذه مقارنة عامة ومرجعية للدولتين:
| وجه المقارنة                                              | جامايكا       | فرنسا                                                    |
| --------------------------------------------------------- | ------------- | -------------------------------------------------------- |
| المساحة (كم2)                                             | 10.99 ألف     | 643.80 ألف                                               |
| عدد السكان (نسمة)                                         | 2.95 مليون    | 67.12 مليون                                              |
| الكثافة السكانية (ن./كم²)                                 | 268.43        | 104.26                                                   |
| العاصمة                                                   | كينغستون      | باريس                                                    |
| اللغة الرسمية                                             | لغة إنجليزية  | لغة فرنسية                                               |
| العملة                                                    | دولار جامايكي | يورو، فرنك س ف ب، فرنك فرنسي، Livre tournois ‏            |
| الناتج المحلي الإجمالي (بليون دولار)                      | 14.77 مليار   | 2.58 تريليون                                             |
| الناتج المحلي الإجمالي (تعادل القوة الشرائية) بليون دولار | 24.79 مليار   | 2.87 تريليون                                             |
| الناتج المحلي الإجمالي الاسمي للفرد دولار أمريكي          | 5.23 ألف      | 36.20 ألف                                                |
| الناتج المحلي الإجمالي للفرد دولار أمريكي                 | 8.88 ألف      | 39.33 ألف                                                |
| مؤشر التنمية البشرية                                      | 0.719         | 0.888                                                    |
| رمز المكالمات الدولي                                      | +1876         | +33                                                      |
| رمز الإنترنت                                              | .jm           | .fr، .bzh ‏، .tf، .re، .wf، .yt، .pm، .paris              |
| المنطقة الزمنية                                           | 00            | أوروبا/باريس ‏، توقيت وسط أوروبا، توقيت وسط أوروبا الصيفي |

## منظمات دولية مشتركة
يشترك البلدان في عضوية مجموعة من المنظمات الدولية، منها:
| علم المنظمة | اسم المنظمة                               | تاريخ انضمام جامايكا | تاريخ انضمام فرنسا |
| ----------- | ----------------------------------------- | -------------------- | ------------------ |
|             | يونسكو                                    | 7 نوفمبر 1962        | 4 نوفمبر 1946      |
|             | وكالة ضمان الاستثمار متعدد الأطراف        | 12 أبريل 1988        | 28 ديسمبر 1989     |
|             | الأمم المتحدة                             | 18 سبتمبر 1962       | 24 أكتوبر 1945     |
|             | الاتحاد البريدي العالمي                   | ?                    | ?                  |
|             | البنك الدولي للإنشاء والتعمير             | 21 فبراير 1963       | 27 ديسمبر 1945     |
|             | المنظمة الهيدروغرافية الدولية             | ?                    | ?                  |
|             | الاتحاد الدولي للاتصالات                  | 18 فبراير 1963       | 1866               |
|             | منظمة حظر الأسلحة الكيميائية              | ?                    | ?                  |
|             | مؤسسة التمويل الدولية                     | 31 مارس 1964         | 20 يوليو 1956      |
|             | المركز الدولي لتسوية المنازعات الاستشارية | 14 أكتوبر 1966       | 20 سبتمبر 1967     |
|             | منظمة التجارة العالمية                    | ?                    | 1995               |
|             | منظمة الشرطة الجنائية الدولية             | ?                    | ?                  |

## أعلام
هذه قائمة لبعض الشخصيات التي تربطها علاقات بالبلدين:
- إيان ماهينمي (لاعب كرة سلة فرنسي، 5 نوفمبر 1986 – )
- زيتا هانرو (1990 – )
- ويلي ويليام (14 أبريل 1981 – )

## وصلات خارجية
- موقع وزارة الخارجية الجامايكية
- موقع وزارة الخارجية الفرنسية